# Psilanthus wightianus
Psilanthus wightianus là một loài thực vật có hoa trong họ Thiến thảo. Loài này được (Wall. ex Wight & Arn.) J.-F.Leroy miêu tả khoa học đầu tiên năm 1981.